# Гор Видал
Гор Видал (на английски: Eugene Luther Gore Vidal, Юджийн Лутър Гор Видал) е американски писател, автор на романи, пиеси и есета.

## Биография
Видал е роден на 3 октомври 1925 г. във военната академия Уест Пойнт. Баща му, Юджийн Лутър Видал, е един от първите военни летци на САЩ и от 1933 до 1937 г. е начело на Бюрото за търговски полети към Департамента на търговията в администрацията на президента Франклин Делано Рузвелт. Майка му, Нина Гор, е театрална актриса от Бродуей. По майчина линия дядо на Гор Видал е сенаторът Томас Гор, а вторият му баща е потомък на вицепрезидента Аарън Бър. Доведен брат е на Джаки Кенеди. Далечен братовчед е на Джими Картър и на Ал Гор. Познава лично много от водещите американски политици от последните 60 години.
Израства в столицата Вашингтон. Често помага на слепия си дядо, сенатора Томас Гор, като му чете на глас документи и го придружава. Именно изолационистките убеждения на дядо му оказват силно влияние върху политическата философия на Видал, който остава неизменно критичен към всички американски политически действия, подчинени на империалистични цели. През 1943 г., непосредствено след завършване на академията Екзетер (Phillips Exeter Academy) Видал се записва в армията и служи на Алеутските острови до края на Втората световна война.
Видал е автор на над 20 романа. Първия – „Уилиуоу“, написва едва 20-годишен. Артистичната му кариера често нагазва в скандали. Истински и скандално популярен го прави третата му книга „Градът и стълбът“. Ню Йорк Таймс отказва да публикува рецензия за романа, който пръв в американската литература открито засяга проблемите на хомосексуалистите. Видал обаче се утвърждава като исторически белетрист. Признат е за изобретател на политическия исторически роман. В продължение на над шест десетилетия Видал изследва широк спектър от социално-политически, сексуални, исторически и художествени теми. Над 20 романа, осем пиеси, десетки сценарии и разкази, над 200 есета и множество обществени изяви запълват личната му биография.
През 1993 г. е удостоен с американската Национална награда за литература (National Book Award).
С първия хронологически написан роман започва и българската серия. Следват „Вицепрезидентът Бър“, „1876 година“, „Линкълн“, „Империя“, „Холивуд“. Свързва ги съдбата на измисленото семейство Санфорд. Из тях са Франклин Рузвелт, Арън Бър, Ейбрахам Линкълн.
В България Гор Видал става любим автор с „Калки“, после предизвиква небивал интерес с „Вашингтон, окръг Колумбия“, „Сътворението“, „На живо от Голгота“.
Признат е за един от най-влиятелните либерални американски интелектуалци на XX век.

## Политически възгледи
През 1960 г. Гор Видал безуспешно участва на балотаж в Камарата на представителите от демократите. През 1970 г. е един от основоположниците и лидерите на Народната партия. През 1982 г. участва в изборите за Сенат от Калифорния в първия тур на изборите е на второ място.
Видал е последователен критик на американската политическа система, която нарича „полицейска държава, където демократите и републиканците се борят за интересите на корпорациите и медиите са само оръжие за постигане на победа в тази борба“. През 2003/2004 г. участва в демонстрации срещу войната в Ирак.
Гор Видал е един от петимата души, на които набеденият за извършител на атентата срещу административната сграда в Оклахома през 1995 г. Тимъти Маквей разрешава да присъстват на неговото умъртвяване. Писателят и Маквей преди това си пишат. Гор Видал критикува ФБР за избиването на групата сектанти, които, според Маквей, го уговарят към извършване на терористични действия.

### Романи

#### Серия „Американска сага“ (Narratives of Empire)
- Washington, DC (1967)
Вашингтон, окръг Колумбия, изд. „Хр. Г. Данов“, Пловдив, 1984; изд. „Мойри“, София, 2001, прев. Йордан Костурков
- Burr (1974)
Вицепрезидентът Бър,  Изд. на ОФ, София, 1979; изд. „Мойри“ София, 2001, прев. Иванка Томова
- 1876 (1976)
1876, изд. „Мойри“, София, 20012, прев. Йордан Костурков
- Lincoln (1984)
Линкълн, изд. „Мойри“, София, 2002, прев. Борис Дамянов
- Empire (1987) 
Империя, изд. Ciela, София, 2005, прев. Йордан Костурков
- Hollywood (1989)
Холивуд, изд. Interprint, София, 1992; изд. Ciela, София, 2005, прев. Венета Маринова

#### Самостоятелни
- Williwaw (1946)
- In a Yellow Wood (1947)
- The City and the Pillar (1948)
- The Season of Comfort (1949)
- A Search for the King (1950)
- Dark Green, Bright Red (1950)
- Death in the Fifth Position (1952), под псевдонима Едгар Бокс
- The Judgment of Paris (1953)
- Thieves Fall Out (1953), под псевдонима Камерън Клей
- Death Before Bedtime (1953), под псевдонима Едгар Бокс
- Death Likes It Hot (1954), под псевдонима Едгар Бокс
- Messiah (1955)
Месия, изд. „Фама“, София, 2009, прев. Людмил Люцканов
- Julian (1964)
Юлиан, изд. „Народна култура“, София, 1970; Изд. на ОФ, София, 1981; изд. „Съвременник“, София, 1993; изд. Ciela, София, 2004, прев. Васил Атанасов
- Myra Breckinridge (1968)
- Two Sisters (1970)
- Myron (1974)
- Kalki (1978)
Kaлки, изд. „Народна култура“, София, 1979; изд. „Дамян Яков“, София, 1994, прев. Павел Главусанов
- Creation (1980)
Сътворението, изд. „Нар. култура“, София, 1989; изд. „Ciela“, София, 2003, 2011 и 2021, прев. Незабравка Михайлова
- Duluth (1983)
- Live from Golgotha: the Gospel according to Gore Vidal (1992)
На живо от Голгота, изд. „Хемус“, София, 1993, прев. Вера Георгиева
- The Smithsonian Institution (1998)
Смитсън, изд. „Звездна къща“, София, 1999, прев. Емилия Масларова
- The Golden Age (2000)
Златният век, изд. „Прозорец“, София, 2002, прев. Павел Талев

### Пиеси
- Visit to a Small Planet (1957)
- The Best Man (1960)
- On the March to the Sea (1960, 2004)
- Romulus (1962) (адаптацията на пиесата Romulus der Große от Фридрих Дюренмат), 1950
- Weekend (1968)
- Drawing Room Comedy (1970)
- An Evening with Richard Nixon (1970)
- On the March to the Sea (2005)

### Сборници с разкази
- A Thirsty Evil (1956)
- Three by Box: The Complete Mysteries of Edgar Box (1978)
- Clouds and Eclipses: The Collected Short Stories (2006)

### Документалистика
- Rocking the Boat (1963)
- Reflections Upon a Sinking Ship (1969)
- Sex, Death and Money (1969)
- Homage to Daniel Shays: Collected Essays, 1952–1972 (1972)
- Matters of Fact and of Fiction (1977)
- Sex is Politics and Vice Versa (1979)
- The Second American Revolution (1982)
- Armageddon? Essays 1983-1987 (1987) (само във Великобритания) (1987)
- At Home: Essays 1982-1988 (1988) (само в САЩ)
- A View From The Diner's Club: Essays 1987-1991 (1991) (само във Великобритания)
- Screening History (1992)
- Decline and Fall of the American Empire (1992)
- United States: essays 1952–1992 (1993)
- Jewish History, Jewish Religion: the weight of 3000 years (1994) – с Израел Шахак
- Palimpsest: a memoir (1995)
- The Invention of Heterosexuality (1995) – с Джонатан Нед Кац
- America First!: its history, culture, and politics (1995) – с Бел Кауфман
- Out of This Century: confessions of an art addict (1997) – с Пеги Гугенхайм
- Virgin Islands: Essays 1992-1997 (1997) (само във Великобритания)
- The American Presidency (1998)
- Sexually Speaking: Collected Sex Writings (1999)
- The Last Empire: essays 1992–2000 (2001)
- Perpetual War for Perpetual Peace or How We Came To Be so Hated (2002)
Вечна война за вечен мир; Мечтаната война, ИК „Анимар“, 2003, София, прев. Елка Виденова
- Dreaming War: blood for oil and the Cheney-Bush junta (2002) (вж. по-горе)
- Inventing a Nation: Washington, Adams, Jefferson (2003)
- Imperial America: Reflections on the United States of Amnesia (2004)
- Point to Point Navigation: A Memoir (2006)
- The Selected Essays of Gore Vidal (2008)
- Gore Vidal: Snapshots in History's Glare (2009)
- I Told You So: Gore Vidal Talks Politics: Interviews with Jon Wiener (2013)
- Gore Vidal History of the National Security State, The Real News Network, introduction by Paul Jay (2014)
- Buckley vs. Vidal: The Historic 1968 ABC News Debates (2015)

### Сценарии
- Climax!: A Farewell to Arms (1955)
- Dr. Jekyll & Mr. Hyde (1955) (тв адаптация)
- he Best of Broadway (1955): тв адаптация на Stage Door
- The Catered Affair (1956)
- Accuse! (1958)
- The Left Handed Gun (1958)
- The Scapegoat (1959)
- Ben Hur (1959) (некредитирана)
- Suddenly, Last Summer (1959)
- The Best Man (1964)
- Is Paris Burning? (1966)
- Last of the Mobile Hot Shots (1970)
- Caligula (1979)
- Dress Gray (1986)
- The Sicilian (1987) (некредитирана)
- Billy the Kid (1989)Dimenticare Palermo (1989)